# Saint-Martin-d'Arberoue
 Saint-Martin-d'Arberoue  (en euskera Donamartiri) es una población y comuna francesa, en la región de Aquitania, departamento de Pirineos Atlánticos, en el distrito de Bayona y cantón de País de Bidache, Amikuze y Ostibarre.

## Heráldica
Cotizado de gules y plata; las cotizas de plata cargadas de armiños de sable, puestas en banda.

## Demografía
| Gráfica de evolución demográfica de Saint-Martin-d'Arberoue entre 1800 y 2012 |
|                                                                               |

Fuentes: Ldh/EHESS/Cassini e INSEE.